# Liste des maires de Lannion
La liste des maires de Lannion présente la liste des maires de la commune française de Lannion, située dans le département des Côtes-d'Armor en région Bretagne.

## Liste des maires

### Sous l'Ancien Régime
| Période                                  | Période | Identité                               | Étiquette | Qualité |
| ---------------------------------------- | ------- | -------------------------------------- | --------- | ------- |
| Les données manquantes sont à compléter. |         |                                        |           |         |
| 1734                                     | 1734    | Henri-Hyacinthe Couppé du Port-Blanc   |           |         |
| 1755                                     | 1760    | Hyacinthe-François Couppé de Kervennou |           |         |
| 1762                                     | 1762    | Thomas Couppé de Lestimbert            |           |         |
| 1762                                     | 1766    | Le Bourva de Saint-Hugeon              |           |         |
| 1766                                     | 1768    | Le Poncin de Troguirec                 |           |         |
| 1768                                     | 1769    | Charles Henri Riou de Kerprigent       |           |         |
| 1769                                     | 1770    | Le Poncin de Troguirec                 |           |         |
| 1770                                     | 1772    | Guillaume Le Bourva de Saint-Hugeon    |           |         |
| 1772                                     | 1774    | Le Bricquir du Meshir                  |           |         |
| 1774                                     | 1776    | Jouet                                  |           |         |
| 1776                                     | 1787    | Pierre-Jean Le Bricquir du Meshir      |           |         |
| 1787                                     | 1790    | Pierre-Marie-Daniel de Kerinou         |           |         |

### De 1790 à 1944
| Période        | Période        | Identité                              | Étiquette    | Qualité |
| -------------- | -------------- | ------------------------------------- | ------------ | --- |
| février 1790   | novembre 1791  | Gabriel-Hyacinthe Couppé de Kervennou |              | |
| novembre 1791  | décembre 1792  | Jean-Marie Baudoin                    |              | |
| décembre 1792  | 1795           | Pierre-Marie Daniel                   |              | |
| février 1795   | 1800           | Simon-François Bobony                 |              | |
| mai 1800       | septembre 1800 | Jean-François Le Coaziou              |              | |
| septembre 1800 | avril 1807     | Armand-Marie Deminiac                 |              | |
| avril 1807     | juillet 1808   | Joseph Le Feyer                       |              | |
| juillet 1808   | août 1808      | Daniel-Epihane Brichet                |              | |
| août 1808      | janvier 1809   | François-Marie Chauvin                |              | |
| janvier 1809   | décembre 1813  | Jean-François Le Coaziou              |              | |
| décembre 1813  | mars 1815      | Pierre-Marie Daniel                   |              | |
| mars 1815      | avril 1815     | Jean-Marie Robiou de Troguindy        |              | |
| avril 1815     | juin 1815      | Louis Grégoire-Guermarquer            |              | |
| juin 1815      | août 1815      | René Stéphan                          |              | |
| août 1815      | novembre 1822  | Jean-Marie Robiou de Troguindy        |              | |
| novembre 1822  | août 1830      | Pierre-Marie Huon                     |              | |
| août 1830      | avril 1834     | Jean-Marie Raoult                     |              | |
| avril 1834     | juin 1834      | M. Roussel                            |              | |
| juin 1834      | novembre 1834  | François Xavier Le Roux               |              | |
| novembre 1834  | octobre 1838   | Jean-Marie Raoult                     |              | |
| octobre 1838   | juillet 1839   | François Xavier Le Roux               |              | |
| juillet 1839   | septembre 1849 | Émile Depasse                         |              | |
| septembre 1849 | décembre 1849  | Adolphe Toussaint                     |              | |
| décembre 1849  | décembre 1849  | Théodore Turquet                      |              | |
| décembre 1849  | mai 1850       | Marc Darnal                           |              | |
| mai 1850       | août 1852      | François Xavier Le Roux               |              | |
| août 1852      | juin 1855      | Pierre Huon                           |              | |
| juin 1855      | octobre 1870   | Émile Depasse                         |              | |
| octobre 1870   | juin 1871      | Émile Le Taillander                   |              | |
| juin 1871      | février 1876   | Émile Depasse                         |              | |
| juin 1876      | mai 1888       | Émile Le Taillander                   |              | |
| mai 1888       | mai 1892       | Charles Huon de Penanster             | Monarchiste  | Propriétaire du Petit Écho de la Mode Sénateur des Côtes-du-Nord (1886 → 1901) Député des Côtes du Nord (1871 → 1881) Conseiller général de Plestin-les-Grèves (1862 → 1895)                     |
| mai 1892       | novembre 1903  | Henri Derrien                         | Conservateur | Avocat Député des Côtes-du-Nord (1897 → 1903) |
| novembre 1903  | novembre 1904  | Émile Derrien                         |              | |
| novembre 1904  | avril 1905     | Marcel Soisbault                      |              | Président de la délégation spéciale |
| avril 1905     | février 1911   | Joseph Morand                         |              | |
| février 1911   | mars 1911      | Marcel Soisbault                      |              | 1er adjoint faisant fonction de maire |
| mars 1911      | mai 1929       | Marcel Soisbault                      |              | |
| mai 1929       | juin 1943      | Edgar de Kergariou                    | Rad.ind.     | Marquis, Officier de l'armée française Sénateur des Côtes-du-Nord (1938 → 1940) Nommé membre de la Commission administrative départementale en 1941 Ambassadeur du Gouvernement de Vichy à Sofia |
| juillet 1943   | août 1944      | Charles Colvez                        |              | |

### Depuis la Libération
| Période        | Période                       | Identité           | Étiquette   | Qualité |
| -------------- | ----------------------------- | ------------------ | ----------- | --- |
| septembre 1944 | octobre 1947                  | Georges Morand     | Rad.soc.    | Médecin Désigné maire le 8 août 1944 par le Comité de libération |
| octobre 1947   | décembre 1949                 | Isidore Le Bourdon | RPF         | Ancien directeur de l'École supérieure de commerce du Havre Décédé en fonction                                                                                               |
| février 1950   | février 1960                  | Gabriel Nogues     | Rad.soc.    | Dirigeant d'une entreprise de machines agricoles Démissionnaire |
| mars 1960      | mai 1961                      | Henri Martel       |             | Ancien quincaillier, maire honoraire |
| mai 1961       | mars 1971                     | Henri Blandin      | UDR         | Avocat au barreau de Saint-Brieuc, maire honoraire Premier maire du Grand Lannion                                                                                            |
| mars 1971      | mars 1977                     | Pierre Marzin,     | Modéré (GD) | Ingénieur et haut fonctionnaire, maire honoraire (1977) Directeur général des Télécommunications (1967 → 1971) Sénateur des Côtes-du-Nord (1971 → 1980)                      |
| mars 1977      | mars 1983                     | Pierre Jagoret     | PS          | Chef de service à la sécurité sociale Député des Côtes-du-Nord (5e circ.) (1978 → 1986) Conseiller général de Lannion (1964 → 1967 et 1976 → 1982)                           |
| mars 1983      | mars 1989                     | Yves Nédélec       | RPR         | Agent d'assurances Conseiller régional de Bretagne (1986 → 1998) |
| mars 1989      | mars 2008                     | Alain Gouriou      | PS          | Professeur d'histoire-géographie Député des Côtes d'Armor (5e circ.) (1987 → 2007) Conseiller général de Lannion (1982 → 2001) Conseiller régional de Bretagne (1992 → 1997) |
| mars 2008      | octobre 2014                  | Christian Marquet  | PS          | Cadre d'EDF Conseiller régional de Bretagne (2010 → 2015) Démissionnaire |
| octobre 2014   | En cours (au 23 juillet 2020) | Paul Le Bihan      | PS          | Ingénieur chez Alcatel Vice-président de la CA Lannion-Trégor Communauté (2017 → ) Réélu pour le mandat 2020-2026                                                            |

## Conseil municipal actuel
Les 33 sièges composant le conseil municipal de Lannion ont été pourvus le 15 mars 2020 lors du premier tour de scrutin. Actuellement, il est réparti comme suit :

## Résultats des élections municipales

### Élection municipale de 2020
À cause de la pandémie de Covid-19, les conseils municipaux d'installation (dans les communes pourvues au premier tour) n'ont pu avoir lieu dans les délais habituels. Un décret publié au JORF du 15 mai 2020 en a ainsi fixé la tenue entre les 23 et 28 mai. À Lannion, il a eu lieu le 25 mai 2020.
|                                                          |                  |                 |              |              |        |        |  |  |  |
| Tête de liste                                            | Tête de liste    | Liste           | Premier tour | Premier tour | Sièges | Sièges |  |  |  |
| Tête de liste                                            | Tête de liste    | Liste           | Voix         | %            | CM     | CC     |  |  |  |
|                                                          | Paul Le Bihan *  | PS-EÉLV-PCF-UDB | 2 771        | 52,28        | 27     | 13     |  |  |  |
| Lannion, écologiste et solidaire                         |                  |                 | 2 771        | 52,28        | 27     | 13     |  |  |  |
|                                                          | Gaël Cornec      | LREM-LR         | 1 302        | 24,56        | 4      | 2      |  |  |  |
| Révélons Lannion !                                       |                  |                 | 1 302        | 24,56        | 4      | 2      |  |  |  |
|                                                          | Jean-Yves Callac | ex UDB          | 714          | 13,47        | 2      | 1      |  |  |  |
| Sous le chêne vert de Lannion                            |                  |                 | 714          | 13,47        | 2      | 1      |  |  |  |
|                                                          | Yann Guéguen     | LO              | 267          | 5,03         | 0      | 0      |  |  |  |
| Lutte ouvrière - Faire entendre le camp des travailleurs |                  |                 | 267          | 5,03         | 0      | 0      |  |  |  |
|                                                          | Carine Weber     | POID            | 246          | 4,64         | 0      | 0      |  |  |  |
| Pour la reconquête de la démocratie communale            |                  |                 | 246          | 4,64         | 0      | 0      |  |  |  |
|                                                          |                  |                 |              |              |        |        |  |  |  |
| Inscrits                                                 | Inscrits         | Inscrits        | 14 226       | 100,00       |        |        |  |  |  |
| Abstentions                                              | Abstentions      | Abstentions     | 8 688        | 61,07        |        |        |  |  |  |
| Votants                                                  | Votants          | Votants         | 5 538        | 38,93        |        |        |  |  |  |
| Blancs et nuls                                           | Blancs et nuls   | Blancs et nuls  | 238          | 4,30         |        |        |  |  |  |
| Exprimés                                                 | Exprimés         | Exprimés        | 5 300        | 95,70        |        |        |  |  |  |
| * Liste du maire sortant                                 |                  |                 |              |              |        |        |  |  |  |

### Élection municipale de 2014
| Tête de liste                                            | Tête de liste       | Liste                | Premier tour | Premier tour | Second tour | Second tour | Sièges | Sièges |
| Tête de liste                                            | Tête de liste       | Liste                | Voix         | %            | Voix        | %           | CM     | CC     |
| -------------------------------------------------------- | ------------------- | -------------------- | ------------ | ------------ | ----------- | ----------- | ------ | ------ |
|                                                          | Christian Marquet * | PS-PCF-DVG           | 3 236        | 39,95        | 3 411       | 42,14       | 24     | 12     |
| Lannion, ensemble et solidaires                          |                     |                      | 3 236        | 39,95        | 3 411       | 42,14       | 24     | 12     |
|                                                          | Danielle Marec      | UMP (UDC)            | 1 749        | 21,59        | 1 991       | 24,60       | 4      | 2      |
| Lannion avec vous                                        |                     |                      | 1 749        | 21,59        | 1 991       | 24,60       | 4      | 2      |
|                                                          | Cédric Seureau      | EELV-PG-Ensemble-UDB | 1 695        | 20,92        | 1 873       | 23,14       | 4      | 2      |
| Pour Lannion, naturellement                              |                     |                      | 1 695        | 20,92        | 1 873       | 23,14       | 4      | 2      |
|                                                          | Jean-Yves Callac    | DVG (ex-UDB)         | 1 021        | 12,60        | 818         | 10,10       | 1      |        |
| Sous le chêne vert de Lannion                            |                     |                      | 1 021        | 12,60        | 818         | 10,10       | 1      |        |
|                                                          | Yann Guéguen        | LO                   | 398          | 4,91         |             |             |        |        |
| Lutte Ouvrière - Faire entendre le camp des travailleurs |                     |                      | 398          | 4,91         |             |             |        |        |
|                                                          |                     |                      |              |              |             |             |        |        |
| Inscrits                                                 | Inscrits            | Inscrits             | 13 707       | 100,00       | 13 707      | 100,00      |        |        |
| Abstentions                                              | Abstentions         | Abstentions          | 5 295        | 38,63        | 5 374       | 39,21       |        |        |
| Votants                                                  | Votants             | Votants              | 8 412        | 61,37        | 8 333       | 60,79       |        |        |
| Blancs et nuls                                           | Blancs et nuls      | Blancs et nuls       | 313          | 3,72         | 240         | 2,88        |        |        |
| Exprimés                                                 | Exprimés            | Exprimés             | 8 099        | 96,28        | 8 093       | 97,12       |        |        |
| * Liste du maire sortant                                 |                     |                      |              |              |             |             |        |        |

### Élection municipale de 2008
|                                            | Christian Marquet    | PS-PCF-LV-PRG (UG) (*) | 4 242  | 50,94  | 26 |  |  |  |
| Solidaires, agissons ensemble pour Lannion |                      |                        | 4 242  | 50,94  | 26 |  |  |  |
|                                            | Yannick Guégan       | UMP-DVD                | 1 831  | 21,99  | 3  |  |  |  |
| Lannion, un avenir à partager              |                      |                        | 1 831  | 21,99  | 3  |  |  |  |
|                                            | Jean-Yves Callac     | ECO                    | 1 225  | 14,71  | 2  |  |  |  |
| Sous le chêne vert de Lannion              |                      |                        | 1 225  | 14,71  | 2  |  |  |  |
|                                            | Jean-Jacques Monnier | UDB (sout. MoDem)      | 1 029  | 12,36  | 2  |  |  |  |
| Vivre et décider à Lannion                 |                      |                        | 1 029  | 12,36  | 2  |  |  |  |
|                                            |                      |                        |        |        |    |  |  |  |
| Inscrits                                   | Inscrits             | Inscrits               | 13 420 | 100,00 |    |  |  |  |
| Abstentions                                | Abstentions          | Abstentions            | 4 747  | 35,37  |    |  |  |  |
| Votants                                    | Votants              | Votants                | 8 673  | 64,63  |    |  |  |  |
| Blancs et nuls                             | Blancs et nuls       | Blancs et nuls         | 346    | 3,99   |    |  |  |  |
| Exprimés                                   | Exprimés             | Exprimés               | 8 327  | 96,01  |    |  |  |  |
| (*) Liste de la majorité sortante          |                      |                        |        |        |    |  |  |  |

### Élection municipale de 2001
|                                                          | Alain Gouriou *      | PS-PCF-LV (UG)      | 3 753  | 51,60  | 26 |  |  |  |
| Rassembler et agir pour Lannion avec la gauche plurielle |                      |                     | 3 753  | 51,60  | 26 |  |  |  |
|                                                          | Yannick Guégan       | DVD-RPR-UDF-GÉ (UD) | 1 772  | 24,36  | 4  |  |  |  |
| Lannion nouvelle génération                              |                      |                     | 1 772  | 24,36  | 4  |  |  |  |
|                                                          | Jean-Yves Callac     | REG                 | 1 120  | 15,41  | 2  |  |  |  |
| Sous le chêne vert de Lannion                            |                      |                     | 1 120  | 15,41  | 2  |  |  |  |
|                                                          | Jean-Jacques Monnier | UDB-DVG             | 628    | 8,63   | 1  |  |  |  |
| Lannion Autrement - Lannuon Mod-all                      |                      |                     | 628    | 8,63   | 1  |  |  |  |
|                                                          |                      |                     |        |        |    |  |  |  |
| Inscrits                                                 | Inscrits             | Inscrits            | 13 008 | 100,00 |    |  |  |  |
| Abstentions                                              | Abstentions          | Abstentions         | 5 274  | 40,54  |    |  |  |  |
| Votants                                                  | Votants              | Votants             | 7 734  | 59,46  |    |  |  |  |
| Blancs et nuls                                           | Blancs et nuls       | Blancs et nuls      | 461    | 5,96   |    |  |  |  |
| Exprimés                                                 | Exprimés             | Exprimés            | 7 273  | 94,04  |    |  |  |  |
| * Liste du maire sortant                                 |                      |                     |        |        |    |  |  |  |

### Élection municipale de 1995
|                                                                        | Alain Gouriou *       | PS-PCF-UDB     | 4 442  | 55,84  | 26 |  |  |  |
| Agir pour Lannion avec la gauche pour une ville solidaire et dynamique |                       |                | 4 442  | 55,84  | 26 |  |  |  |
|                                                                        | Yves Nédélec          | RPR-UDF-DVD    | 2 451  | 30,81  | 5  |  |  |  |
| Ensemble pour Lannion                                                  |                       |                | 2 451  | 30,81  | 5  |  |  |  |
|                                                                        | Marc de Saint-Laurent | LV-AREV        | 543    | 6,82   | 1  |  |  |  |
| Solidarité écologie lannionnaise - Sel                                 |                       |                | 543    | 6,82   | 1  |  |  |  |
|                                                                        | Jean-Yves Callac      | REG            | 518    | 6,51   | 1  |  |  |  |
| Sous le chêne vert de Lannion                                          |                       |                | 518    | 6,51   | 1  |  |  |  |
|                                                                        |                       |                |        |        |    |  |  |  |
| Inscrits                                                               | Inscrits              | Inscrits       | 12 500 | 100,00 |    |  |  |  |
| Abstentions                                                            | Abstentions           | Abstentions    | 4 341  | 34,73  |    |  |  |  |
| Votants                                                                | Votants               | Votants        | 8 159  | 65,27  |    |  |  |  |
| Blancs ou nuls                                                         | Blancs ou nuls        | Blancs ou nuls | 205    | 2,51   |    |  |  |  |
| Exprimés                                                               | Exprimés              | Exprimés       | 7 954  | 97,49  |    |  |  |  |
| * Liste du maire sortant                                               |                       |                |        |        |    |  |  |  |

### Élection municipale de 1989
| Tête de liste                     | Tête de liste       | Liste       | Premier tour | Premier tour | Second tour | Second tour | Sièges | Sièges |
| Tête de liste                     | Tête de liste       | Liste       | Voix         | %            | Voix        | %           | CM     |        |
| --------------------------------- | ------------------- | ----------- | ------------ | ------------ | ----------- | ----------- | ------ | ------ |
|                                   | Alain Gouriou       | PS-PCF-UDB  | 3 927        | 49,77        | 4 426       | 53,16       | 26     |        |
| Lannion autrement                 |                     |             | 3 927        | 49,77        | 4 426       | 53,16       | 26     |        |
|                                   | Alain Gouronnec     | Centriste   | 2 352        | 29,81        | 2 397       | 28,79       | 4      |        |
| Unis pour Lannion                 |                     |             | 2 352        | 29,81        | 2 397       | 28,79       | 4      |        |
|                                   | Jacques Feuillu (*) | RPR         | 1 611        | 20,42        | 1 503       | 18,05       | 3      |        |
| Objectif Lannion                  |                     |             | 1 611        | 20,42        | 1 503       | 18,05       | 3      |        |
|                                   |                     |             |              |              |             |             |        |        |
| Inscrits                          | Inscrits            | Inscrits    | 11 642       | 100,00       | 11 641      | 100,00      |        |        |
| Abstentions                       | Abstentions         | Abstentions | 3 457        | 29,69        | 3 158       | 27,13       |        |        |
| Votants                           | Votants             | Votants     | 8 185        | 70,30        | 8 483       | 72,87       |        |        |
| Nuls                              | Nuls                | Nuls        | 295          | 2,53         | 157         | 1,35        |        |        |
| Exprimés                          | Exprimés            | Exprimés    | 7 890        | 67,77        | 8 326       | 71,52       |        |        |
| (*) Liste de la majorité sortante |                     |             |              |              |             |             |        |        |

### Élection municipale de 1983
| Tête de liste                                              | Tête de liste    | Liste       | Premier tour | Premier tour | Second tour | Second tour | Sièges | Sièges |
| Tête de liste                                              | Tête de liste    | Liste       | Voix         | %            | Voix        | %           | CM     |        |
| ---------------------------------------------------------- | ---------------- | ----------- | ------------ | ------------ | ----------- | ----------- | ------ | ------ |
|                                                            | Yves Nédélec     | RPR         | 3 592        | 43,83        | 4 227       | 46,50       | 25     |        |
| Union et action pour Lannion                               |                  |             | 3 592        | 43,83        | 4 227       | 46,50       | 25     |        |
|                                                            | Pierre Jagoret * | PS-PCF-UDB  | 3 519        | 42,14        | 4 188       | 46,07       | 7      |        |
| Union de la gauche                                         |                  |             | 3 519        | 42,14        | 4 188       | 46,07       | 7      |        |
|                                                            | Alain Gouronnec  | SE          | 1 083        | 13,21        | 675         | 7,43        | 1      |        |
| Liste indépendante démocratique pour la gestion de Lannion |                  |             | 1 083        | 13,21        | 675         | 7,43        | 1      |        |
|                                                            |                  |             |              |              |             |             |        |        |
| Inscrits                                                   | Inscrits         | Inscrits    | 11 135       | 100,00       | 11 135      | 100,00      |        |        |
| Abstentions                                                | Abstentions      | Abstentions | 2 662        | 23,91        | 1 973       | 17,72       |        |        |
| Votants                                                    | Votants          | Votants     | 8 473        | 76,09        | 9 162       | 82,28       |        |        |
| Nuls                                                       | Nuls             | Nuls        | 279          | 2,50         | 72          | 0,65        |        |        |
| Exprimés                                                   | Exprimés         | Exprimés    | 8 194        | 73,59        | 9 090       | 81,63       |        |        |
| * Liste du maire sortant                                   |                  |             |              |              |             |             |        |        |